# Martin Cascante

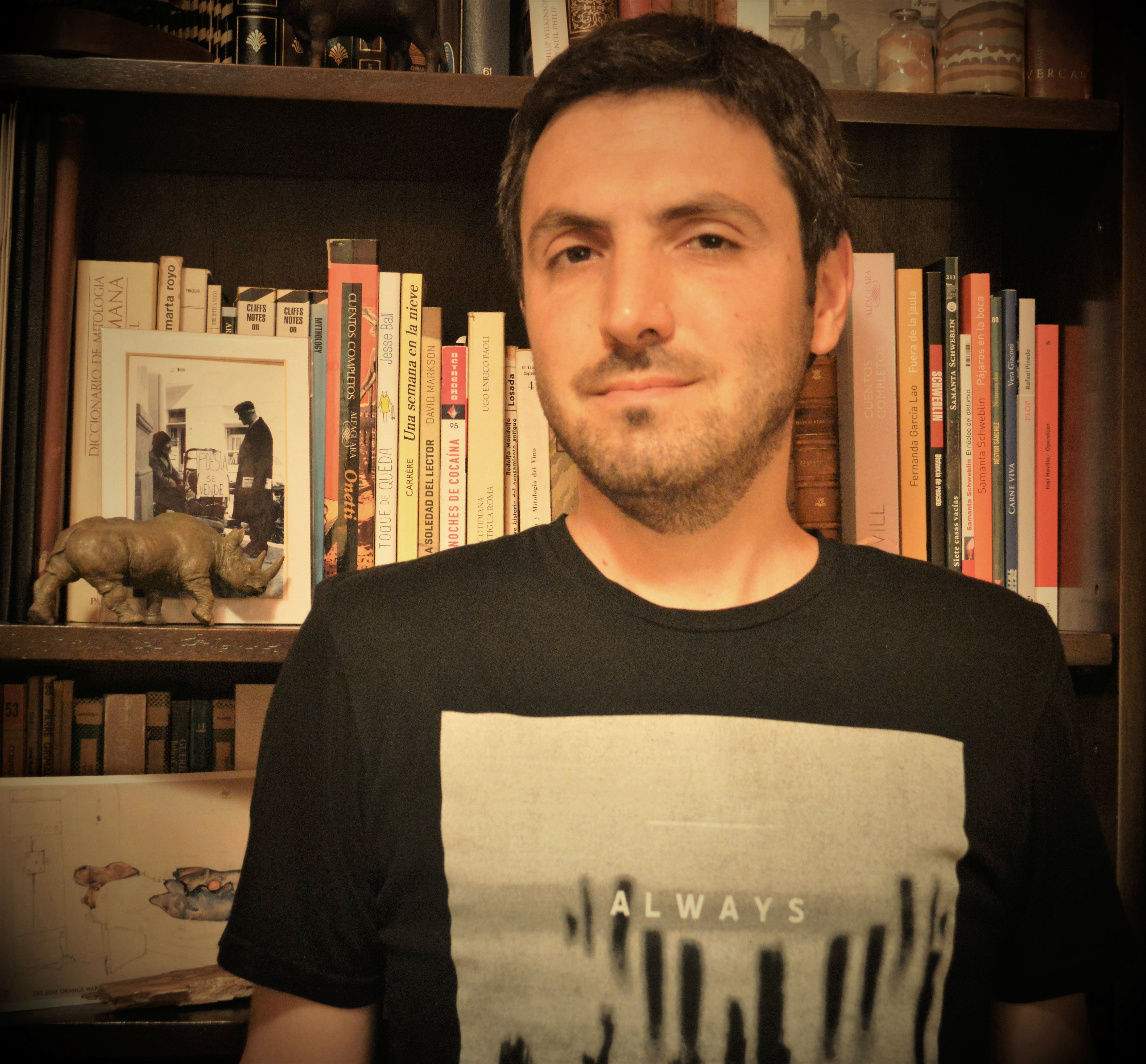
Martín Cascante

Martín Cascante (nacido el 8 de noviembre de 1975 en Buenos Aires) es un economista y escritor argentino.
Como economista ha publicado diversos artículos en medios especializados y dictado conferencias en Argentina y en el exterior.
Como escritor de ficción, su primer libro de cuentos La noche en otra parte obtuvo en 2016 el primer premio del Fondo Nacional de las Artes de Argentina.
Su literatura ha sido elogiada por escritores como Ana María Shua, Liliana Heker, Carlos Chernov y Jorge Asís, entre otros. 

## Reseña biográfica
Martín Cascante vivió su infancia en Avellaneda. Cursó sus estudios secundarios en el Colegio Nacional de Buenos Aires. Luego se licenció en Economía en la Universidad de Buenos Aires con mención de honor, universidad en donde también cursó la carrera de Letras (que no completó).
Como economista ha publicado diversos trabajos de investigación relacionados sobre todo al comercio exterior argentino y el crédito pyme a través de sociedades de garantía recíproca. También ha dictado charlas tanto en Argentina como en el exterior.
Como escritor de ficción, publicó su primer libro de cuentos La noche en otra parte en 2018, luego de ganar en 2016 el primer premio del Fondo Nacional de las Artes de Argentina, a manos de un jurado compuesto por escritores de renombre como Liliana Heker, Ana María Shua y Carlos Chernov. En 2023 publicó su segundo volumen de cuentos, llamado Extravíos. 

## Críticas, estilo e influencias
Sus cuentos han merecido reseñas positivas y comentarios elogiosos. Jorge Asís ha llegado a comparar sus relatos con los de Abelardo Castillo o Isidoro Blaisten.
Ana María Shua ponderó su escritura diciendo, entre otras cosas: “Yo conocí sus primeros cuentos de la mejor manera posible: como jurado del concurso literario del Fondo Nacional de las Artes de Argentina, y sin saber el nombre de su autor. En medio de una desaforada catarata de originales, La noche en otra parte, su primer libro, se destacó entre todos los demás postulantes por su calidad literaria.”
En diferentes entrevistas, Cascante reconoce a Vera Giaconi como una persona que ha sido determinante al momento de transformarlo en un escritor. En su línea de influencias menciona a varios escritores uruguayos, como Juan Carlos Onetti, Mario Levrero, Felisberto Hernandez y Armonía Somers. También hace explícita su fascinación por autores norteamericanos como Cormac McCarthy, Raymond Carver y Don DeLillo.
En 2023, la editorial La parte maldita publicó su segundo volumen de cuentos llamado Extravíos. Sobre el mismo Carlos Chernov ha dicho: “en estos cuentos lo fantástico es una apertura, la sensación de entrar en los intersticios de la realidad. Como apoyar la mano del otro lado de un espejo imperfecto y entrever la sombra de los dedos a través del cristal. Los personajes se extravían; se equivocan de camino, pierden cosas, amores o la razón. El resultado del extravío es el tono melancólico de los relatos. El que no se extravía es el autor, que los ha resuelto con gran maestría técnica.”
Sus textos han merecido reseñas y difusión tanto en revistas literarias, lecturas en público, entrevistas para podcasts o canales especializados y publicaciones en periódicos.

## Obra literaria
- La noche en otra parte (relatos, Ediciones La parte maldita, 2018)
- La noche en otra parte (segunda edición, La parte maldita, 2022)
- Extravíos (relatos, Ediciones La parte maldita, 2023)

## Distinciones
- Primer premio del Fondo Nacional de las Artes 2016, categoría cuentos.